# サラバンド
サラバンド（フランス語: sarabande、イタリア語: sarabanda サラバンダ）とは、3拍子による荘重な舞曲である。アルマンド、クーラント、ジーグと共にバロック音楽の組曲を構成する。

## 特徴
小節内部の2拍目と3拍目がしばしば結合され、（たとえば4分の3拍子の場合には）二分音符の代わりに、付点四分音符と八分音符を組み合わせたリズムが多用されることが特徴的である。これは、ダンスにおいて引きずるようなステップに対応するのだと言われてきた。サラバンドの特徴ある荘重なリズムは、聞き手にとっては非常に再認識しやすい。その他の目立った特徴としては、次のような点が挙げられる。
- 重々しい3拍子のリズム（しばしば2分の3拍子）
- 4小節単位の小楽節2つからなる8小節分の大楽節
- 開始小節に先立ってアウフタクトがおかれる場合もある

## 歴史

### 起源
サラバンドが初めて言及されたのは中央アメリカにおいてである。1539年にフェルナンド・グスマン・メヒアがパナマで書いた詩の中で、「サラバンダ」（zarabanda）と呼ばれるダンスが言及されている。どうやらこのダンスは、スペインの植民地で人気があり、これが大西洋を渡ってスペインにもたらされたらしい。
スペインでは猥褻性を理由に、1583年8月3日にフェリペ2世によって禁止され、刑罰は、鞭打ち200回と、男なら6年間のガレー船漕刑、女なら王国からの追放であった。しかし、同時代の作家、例えばセルバンテスやロペ・デ・ヴェガらの作品にはしばしば言及されている。

### バロック音楽
初期のスペインにおけるサラバンドの音楽は知られていない。最古の実例は17世紀初期のイタリアのギターのためのものである。当初は和声の定形が特徴であったが、17世紀半ばごろにはリズムが特徴となっていった。イタリアの盛期バロックのソナタではアレグロやプレストなどのテンポが一般的であったがラルゴやアダージョの場合もあった。サラバンドがテンポの遅い舞曲となったのはフランスにおいてであり、情緒的で優美あるいは荘重な曲調となった。17世紀からリュートやクラヴサンのための曲が多く作られ、組曲に欠かせない舞曲となった。また劇場音楽でもサラバンドは良く用いられた。イギリスのサラバンドはイタリアとフランスの両方の特徴が見られるが、ドイツでは概ねフランスに従い、遅い舞曲として扱われた。

### 近代音楽
19世紀末以降の近代音楽では、バロックを回顧する趣向・あるいは新古典主義的な作風により復活した。グリーグの『ホルベアの時代から』（1884・85年）、サティの『3つのサラバンド』（1887年）、ドビュッシーの『ピアノのために』（1894-1901年）といった例がある。

## 題材にした作品
- 『サラバンド (映画)』 - 2003年のイングマール・ベルイマンの映画